# 5G busz (Tiszaújváros)
A tiszaújvárosi 5G jelzésű autóbuszvonal az Autóbusz-állomás és a Tiszai Vegyi Kombinát között húzódó helyi vonal volt, amelyet a Borsod Volán Zrt. üzemeltetett.

## Közlekedése
| Viszonylat                       | Indításszám | Közlekedési rend |
| -------------------------------- | ----------- | ---------------- |
| Autóbusz-állomás – TVK, aut. vt. | 1 pár       | munkanapokon     |

## Megállóhelyei
| 0 | Autóbusz-állomás végállomás        | 0.0 km | 0 |
| 1 | Örösi utca (↓)                     | 1.0 km | 1 |
| 2 | Lévay utca (↓)                     | 1.7 km | 2 |
| 3 | Árpád utca                         | 2.6 km | 3 |
| ∫ | Lévay utca (↑)                     | ∫      | ∫ |
| ∫ | Örösi utca (↑)                     | ∫      | ∫ |
| ∫ | Mátyás király utca (↑)             | ∫      | ∫ |
| 4 | TVK bejárati út                    | 3.9 km | 6 |
| 5 | TVK, autóbusz-váróterem végállomás | 5.2 km | 9 |